# Tour der neuseeländischen Rugby-Union-Nationalmannschaft nach Australien 1910
| Tour der All Blacks nach Australien 1910 | Tour der All Blacks nach Australien 1910 | Tour der All Blacks nach Australien 1910 | Tour der All Blacks nach Australien 1910 | Tour der All Blacks nach Australien 1910 |
| Übersicht                                | S                                        | G                                        | U                                        | N                                        |
| ---------------------------------------- | ---------------------------------------- | ---------------------------------------- | ---------------------------------------- | ---------------------------------------- |
| Test Matches                             | 3                                        | 2                                        | 0                                        | 1                                        |
| Sonstige Spiele                          | 5                                        | 5                                        | 0                                        | 0                                        |
| Gesamt                                   | 8                                        | 7                                        | 0                                        | 1                                        |
|                                          |                                          |                                          |                                          |                                          |
| Australien                               | 3                                        | 2                                        | 0                                        | 1                                        |

Die Tour der neuseeländischen Rugby-Union-Nationalmannschaft nach Australien 1910 umfasste eine Reihe von Freundschaftsspielen der All Blacks, der Nationalmannschaft Neuseelands in der Sportart Rugby Union. Das Team reiste im Juni und Juli 1910 durch Australien, wobei es acht Spiele bestritt. Dazu gehörten ein Spiel gegen die Wellington Rugby Football Union zur Vorbereitung, vier weitere Spiele gegen Auswahlteams sowie drei Test Matches gegen die Wallabies. Ihre einzige Niederlage erlitten die Neuseeländer im zweiten Test Match.

## Spielplan
- Hintergrundfarbe grün = Sieg
- Hintergrundfarbe rot = Niederlage

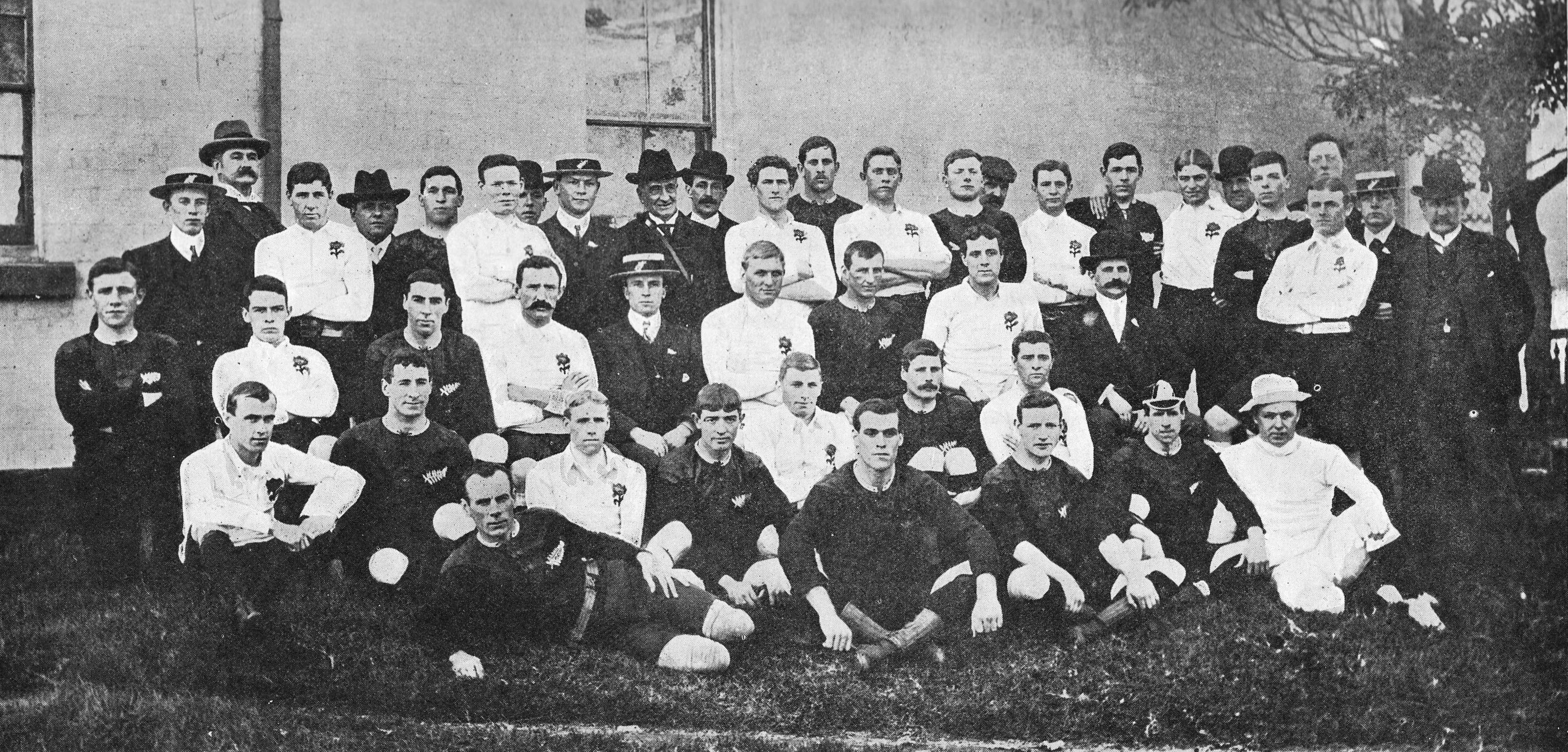
Gruppenfoto der All Blacks und der New South Wales Waratahs

(Test Matches sind grau unterlegt; Ergebnisse aus der Sicht Neuseelands)
| # | Datum         | Gegner                          | Ort        | Stadion               | Ergebnis |
| - | ------------- | ------------------------------- | ---------- | --------------------- | -------- |
| 1 | 03. Juni 1910 | Wellington Rugby Football Union | Wellington | Athletic Park         | 26:17    |
| 2 | 13. Juni 1910 | New South Wales Waratahs        | Sydney     | Sydney Cricket Ground | 21:8     |
| 3 | 15. Juni 1910 | New South Wales Waratahs        | Sydney     | Sydney Cricket Ground | 17:11    |
| 4 | 18. Juni 1910 | Queensland Reds                 | Brisbane   | Exhibition Ground     | 19:15    |
| 5 | 22. Juni 1910 | Queensland Reds                 | Brisbane   | Exhibition Ground     | 21:3     |
| 6 | 25. Juni 1910 | Australien                      | Sydney     | Sydney Cricket Ground | 6:0      |
| 7 | 27. Juni 1910 | Australien                      | Sydney     | Sydney Cricket Ground | 0:11     |
| 8 | 02. Juli 1910 | Australien                      | Sydney     | Sydney Cricket Ground | 28:13    |

## Test Matches
| 25. Juni 1910 | Australien | 0 : 6   | Neuseeland              | Sydney Cricket Ground, Sydney Zuschauer: 30.000 Schiedsrichter: C. E. Morgan (Australien) |
| 25. Juni 1910 |            | Bericht | Versuche: Fuller Wilson | Sydney Cricket Ground, Sydney Zuschauer: 30.000 Schiedsrichter: C. E. Morgan (Australien) |

Aufstellungen:
- Australien: John Campbell, James Clarken, Alex Dunbar, Larry Dwyer, Edward Farmer, Harold George, Herbert Gilbert, Tom Griffin, Charles Hodgins, Syd Middleton , Peter Murphy, Warden Prentice, Norman Row, Frederick Timbury, Frederick Wood
- Neuseeland: Henry Avery, Patrick Burns, Arthur Francis, William Fuller, James Maguire, Gerald McKellar, Frank Mitchinson, Simon Mynott, Joseph O’Leary, Alexander Paterson, Harry Paton, Jimmy Ridland, Fred Roberts, Jack Stohr, Ranji Wilson

| 27. Juni 1910 | Australien                                    | 11 : 0        | Neuseeland | Sydney Cricket Ground, Sydney Zuschauer: 8.000 Schiedsrichter: N. B. Martin (Australien) |
| 27. Juni 1910 | Versuche: Gilbert (2) Hodgins Erhöhungen: Row | (3:0) Bericht |            | Sydney Cricket Ground, Sydney Zuschauer: 8.000 Schiedsrichter: N. B. Martin (Australien) |

Aufstellungen:
- Australien: John Campbell, James Clarken, Alex Dunbar, Larry Dwyer, Harold George, Herbert Gilbert, Tom Griffin, Charles Hodgins, Syd Middleton , Peter Murphy, Warden Prentice, Norman Row, Robert Stuart, Frederick Timbury, Frederick Wood
- Neuseeland: Henry Avery, Patrick Burns, David Evans, Arthur Francis, William Fuller, James Maguire, Gerald McKellar, Billy Mitchell, Frank Mitchinson, Alexander Paterson, Fred Roberts, Jimmy Ridland, James Ryan, Jack Stohr, Ranji Wilson

| 2. Juli 1910 | Australien                                                 | 13 : 28       | Neuseeland                                                                       | Sydney Cricket Ground, Sydney Zuschauer: 18.000 Schiedsrichter: N. B. Martin (Australien) |
| 2. Juli 1910 | Versuche: Gilbert Row Erhöhungen: Row (2) Straftritte: Row | (5:6) Bericht | Versuche: Burns Mitchell Mitchinson Paterson Paton Stohr Erhöhungen: O’Leary (2) | Sydney Cricket Ground, Sydney Zuschauer: 18.000 Schiedsrichter: N. B. Martin (Australien) |

Aufstellungen:
- Australien: John Campbell, James Clarken, Alex Dunbar, Larry Dwyer, Harold George, Herbert Gilbert, Charles Hodgins, Syd Middleton , Peter Murphy, Warden Prentice, Leo Reynolds, Norman Row, Joe Slater, Robert Stuart, Frederick Wood
- Neuseeland: Henry Avery, Patrick Burns, Arthur Francis, James Maguire, Gerald McKellar, Billy Mitchell, Frank Mitchinson, Simon Mynott, Joseph O’Leary, Alexander Paterson, Harry Paton, Jimmy Ridland, Fred Roberts, Jack Stohr, Ranji Wilson